# Sister Quest
『Sister Quest』（シスタークエスト）は、2007年9月にSNKプレイモアから発売されたパチスロ機（5号機）である。保通協における型式名は、「シスタークエストX」。サブタイトルは "The Wonder & True Story"。後継に「シスタークエスト2〜魔剣の騎士と白銀の巫女〜」が生産されている。

## 概要
パチスロ業界初のRPGとパチスロを組み合わせている点が最大の特徴。4号機の純Aタイプを彷彿とさせるシステムで、遊びやすさと当たりやすさの2大欲求を追求している。基本的にはBIG BONUSごとにストーリーが1話進んでいく。全18話で構成されており、第17話終了後にBIG BONUSに当選すると、エンディングが見られる。
2010年11月24日にオンラインゲームポータルサイトハンゲームの777(スリーセブン)ワールドに新台として登場。

## スペック
- BIG BONUSは3種類（赤7・青7・白7揃い）で345枚を超える払い出しで終了（純増約312枚）。REG BONUSは3種類（各色7・7・BAR揃い）で119枚を超える払い出しで終了（純増約104枚）。
- 全ての小役（ベル・リプレイ・チェリー・スイカ）で同時当選機能搭載。スイカで期待度は1/5、チェリーの期待度は1/3（メーカー発表）。
- ボーナス終了後999ゲームまでにボーナスに当選しなかった場合、次のボーナス当選までRTに突入する。その間、コインはほぼ現状維持となる。
- BIG BONUSを引くと、話数によってはBOSSバトルに突入し、バトルはどちらかの体力がなくなるか、最大15ゲームまでに勝負が付かない場合はファイナルラウンドで決着がつくようになっている。勝利するとストーリーは進行するが、敗北するともう一度その話はやり直しとなる。また、練成シナリオで練成に失敗した場合も同様に同じ話をやり直す形となる。
- プレイ時、とある操作をすることによって、好きな話から始めることができる。
- REG BONUSは、目押しゲームに突入し（話数によっては突入しない）、8ゲームの間、目押しの練習をすることができる。なお、目押しの成否の結果は出玉枚数に影響しない。RB終了後、目押しの成功数の結果によってシフォンのコスチュームが50ゲームの間変化する。
- リーチ目は2000パターン以上。
- BIG BONUSの合成確率は設定1：1/307.7 - 設定6：1/237.4。REG BONUSの合成確率は設定1：1/455.1 - 設定6：1/316.6。ボーナス合成確率は設定1：1/183.6 - 設定6：1/135.7。
- 機械割は、設定1：96% - 設定6：112%。

## 登場人物
赤7にはシフォン、青7にはウメジ、白7にはマルーのイラストが描かれている。

### パーティー
シフォン (Chiffon)
声 - 三間はるな
物語の主人公。
ステラ (Stella)
声 - 三間はるな
シフォンの姉。魔王封印の鍵を握る。
リリィ (Lilly)
声 - 藤田ようこ
いつもシフォンの側に居る小さな妖精。
ウメジ (Umeji)
声 - 野中政宏
クマ。カニミソが好物。
マルー (Marugh)
ウサギ。隠居をしている伝説の魔道士。
敵であるミモリ、シェーンハイトは弟子。

### 敵
魔王ルーザック

ゴルバ
四天王の一人。
カブトムシ。
エルザ
四天王の一人。
ミモリ
四天王の一人。
召喚士で、マルーの弟子の一人。
シェーンハイト
四天王の一人。
魔道士で、マルーの弟子の一人。

### その他
村長

サンチョ

モモジ

フェイスロック
フェイスロックだけでは頭が重く動けない
兄弟にアームロックとレッグロックがいる

里長（番人の里）

酒場のお姉さん（店長？）

## 大冒険! シスタークエスト
SNKプレイモアが2012年2月からmobage向けに提供しているソーシャルゲーム。同年7月にはスマートフォンにも対応。2014年7月24日で配信終了となった。
『シスタークエスト』『シスタークエスト2〜魔剣の騎士と白銀の巫女〜』『シスタークエスト3〜黄金の大地と東の勇者〜』のシリーズに登場したキャラクターが登場するカードバトルタイプのゲームである。